# Hammarmölledammen
Hammarmölledammen är en sjö i Hässleholms kommun i Skåne och ingår i Helge ås huvudavrinningsområde. Sjön har en area på 0,0565 kvadratkilometer och ligger 72,4 meter över havet.
Dammen har funnits på platsen i minst 100 år och är en mycket uppskattad plats för vandrare runt Hovdala Slotts unika naturområde. Någon form av anläggning har funnits på platsen ända sedan 1600-talet. 
Mark- och miljödomstolen beslutade i maj 2024 att dammen ska rivas. Arbetet påbörjades i april 2025 och dammen är sedan maj 2025 tömd på vatten.

## Delavrinningsområde
Hammarmölledammen ingår i det delavrinningsområde (621968-136934) som SMHI kallar för Mynnar i Finjasjön. Medelhöjden är 106 meter över havet och ytan är 63,46 kvadratkilometer. Det finns inga avrinningsområden uppströms utan avrinningsområdet är högsta punkten. Vattendraget som avvattnar avrinningsområdet har biflödesordning 3, vilket innebär att vattnet flödar genom totalt 3 vattendrag innan det når havet efter 90 kilometer. Avrinningsområdet består mestadels av skog (57 procent), öppen mark (12 procent) och jordbruk (27 procent). Avrinningsområdet har 0,46 kvadratkilometer vattenytor vilket ger det en sjöprocent på 0,7 procent. Bebyggelsen i området täcker en yta av 0,81 kvadratkilometer eller 1 procent av avrinningsområdet.